# Perry Ellis
Perry Edwin Ellis (3 de marzo de 1940 - 30 de mayo de 1986) fue un diseñador estadounidense, quien fundó su casa de ropa deportiva homónima a mediados de la década de 1970. La influencia de Ellis en la industria de la moda ha sido calificada como "un enorme punto de inflexión"  porque introdujo nuevos patrones y proporciones en un mercado que estaba dominado por la ropa masculina más tradicional.

## Primeros años
Ellis nació en Portsmouth, Virginia, el 3 de marzo de 1940, siendo el único hijo de Edwin y Winifred Rountree Ellis. Su padre era propietario de una empresa de carbón y aceite para calefacción doméstica, lo que permitió a la familia llevar una vida cómoda de clase media. Ellis se graduó en el Instituto Woodrow Wilson de Portsmouth (Virginia) en 1957. Después estudió en el College of William and Mary de Williamsburg, Virginia, y se licenció en administración de empresas en 1961. Para evitar la llamada a filas, Ellis se alistó en la Reserva de la Guardia Costera de los Estados Unidos con un servicio que incluía seis meses de servicio activo con la Guardia Costera. Se graduó en la Universidad de Nueva York con un máster en comercio minorista en 1963.

## Carrera profesional
Ellis empezó a trabajar en los grandes almacenes de la zona de Richmond, Virginia, para adquirir experiencia en la industria de la moda como comprador y comercializador en los grandes almacenes Miller & Rhoads. Más tarde se incorporó a la empresa de ropa deportiva John Meyer of Norwich, en la ciudad de Nueva York. Finalmente, a mediados de los años 70, su empresa de entonces, The Vera Companies, famosa por sus trajes de pantalón de poliéster de doble punto, le pidió que diseñara una colección de moda para ellos. Poco después, Ellis presentó su primera línea de ropa deportiva femenina, llamada Portfolio, en noviembre de 1976. Aunque no sabía dibujar, conocía perfectamente el funcionamiento de la industria y demostró ser un maestro de las ideas innovadoras que creaba los "nuevos clásicos" que las mujeres estadounidenses anhelaban en aquella época.
Ellis, junto con la empresa matriz de The Vera Companies, Manhattan Industries, fundó su propia casa de moda, Perry Ellis International, en 1978. Abrió su sala de exposiciones en la Séptima Avenida de Nueva York. Como presidente y diseñador jefe de la empresa, desarrolló posteriormente la colección Perry Ellis Menswear, marcada por "clásicos no tradicionales y modernos". Paso a paso, añadió zapatos, accesorios, pieles y perfumes que llevan su nombre.
A lo largo de la década de 1980, la empresa siguió expandiéndose e incluyó varias marcas como Perry Ellis Collection y Perry Ellis Portfolio. En 1982, la empresa contaba con más de 75 empleados. En 1984, se creó Perry Ellis America en colaboración con Levi Strauss. En 1985, revivió su línea de productos Portfolio, de menor precio. A principios de la década de 1980, los ingresos por venta al por mayor ascendían a unos 60 millones de dólares. En 1986, esa cifra había aumentado a unos 260 millones de dólares.
Muy elogiado profesional y personalmente, Ellis creía que "la moda muere cuando te la tomas demasiado en serio"  Sobre el diseño de moda de Perry Ellis, Michael Bastian comentó que "nadie lo hacía mejor... Era capaz de ser moderno y a la vez no resultar antiséptico", mientras que Steven Kolb, director general del Consejo de Diseñadores de Moda de América, describió la moda de Ellis como "mi forma de dar un paso adelante en la moda, pero sin dejar de tener un nivel de comodidad. Me ayudó a definir mi personalidad".

## Vida personal
En 1981, Ellis inició una relación con el abogado Laughlin Barker. Ese mismo año, Ellis nombró a Barker presidente de la división de licencias de Perry Ellis International. Permanecieron juntos hasta la muerte de Barker en enero de 1986.
En febrero de 1984, Ellis y su antigua amiga, la productora de televisión y escritora Barbara Gallagher, concibieron un hijo juntos mediante inseminación artificial. Su hija, Tyler Alexandra Gallagher Ellis, nació en noviembre de 1984. Ellis compró una casa para Gallagher y su hija en Brentwood, Los Ángeles, y la visitaba con frecuencia. En 2011, Tyler lanzó su primera línea de bolsos con el nombre de Tyler Alexandra.

## Enfermedad y muerte
En octubre de 1985, empezaron a surgir rumores de que Ellis había contraído el SIDA cuando apareció en la pasarela al final de su desfile de otoño. Para entonces, Ellis había perdido una cantidad considerable de peso y parecía mucho más viejo. Por la misma época, Laughlin Barker, compañero de Ellis, se estaba sometiendo a quimioterapia por un sarcoma de Kaposi, un cáncer relacionado con el sida que posteriormente hizo metástasis en sus pulmones. Ellis siguió negando que estuviera enfermo, pero los rumores sobre su enfermedad persistieron después de que se desmayara en la cola de recepción de una fiesta en el Costume Institute en diciembre de 1985 El 2 de enero de 1986, Barker murió de cáncer de pulmón en la casa de la pareja en Manhattan Tras la muerte de Barker, la salud de Ellis empeoró rápidamente. En mayo de 1986, Ellis había contraído una encefalitis viral que le causó parálisis en un lado de la cara. A pesar de su aspecto, insistió en aparecer en su desfile de moda de otoño celebrado en Nueva York el 8 de mayo. Al final del desfile, Ellis intentó caminar por la pasarela para hacer su última reverencia, pero estaba tan débil que tuvo que ser sostenido por dos asistentes. Fue su última aparición pública. Ellis fue hospitalizado poco después y entró en coma.  Murió de encefalitis vírica el 30 de mayo de 1986 Un portavoz de la empresa de Ellis no quiso comentar si la muerte del diseñador estaba relacionada con el sida, afirmando que "ésos eran los deseos de Perry".
La mayoría de los periódicos omitieron los rumores de sida en la necrológica de Ellis y se limitaron a atribuir su muerte a una encefalitis. En agosto de 1986, la escritora de la revista New York Patricia Morrisroe escribió un artículo sobre Ellis en el que concluía que "... mucha gente cree que Ellis tenía sida, y dadas las pruebas, parece probable". Un artículo de 1993 de Associated Press incluía a Ellis en su lista de víctimas del sida más conocidas.